# Lendorf (Karyntia)
Lendorf – gmina w Austrii, w kraju związkowym Karyntia, w powiecie Spittal an der Drau. Według Austriackiego Urzędu Statystycznego liczyła 1747 mieszkańców (1 stycznia 2015 roku).